# サイバースペース
サイバースペース (英: cyberspace) は、コンピュータやネットワーク上に構築された仮想的な空間のことを指す。サイバネティックス (cybernetics) と空間 (space) を組み合わせた混成語で、電脳空間、電脳世界、仮想空間、仮想世界 サイバー空間、 サイバー世界とも言う。ネットワーク上で人々が現実世界のように交流を持ったり社会的な営みを行ったりする場であることを、物理的な空間に例えた言葉。SF作品などではコンピューターと人間の能力が結び付き、才能が開花するオンライン世界の仮想空間のことを呼称することが多いが、実際にはインターネット環境やインターネットそのものを指す語として用いられる。

## 概要
サイバースペースという概念は、直接的にはSF作家のウィリアム・ギブスンが1980年代に書いた『ニューロマンサー』や『クローム襲撃』といった一連のサイバーパンク小説に由来する。ギブスンが作中で使用したことで世界的に広まり、日本では同シリーズの翻訳を担当した黒丸尚により電脳空間という日本語訳が与えられた。1990年代に押井守や神山健治によりアニメ化された作品が世界的に高い評価を得た士郎正宗の漫画『攻殻機動隊』や20世紀末に大ヒットしたウォシャウスキー姉妹（当時は兄弟）の『マトリックス』などもこの影響下にあり、同じサイバースペースというコンセプトをベースにした作品である。
21世紀に入り、サイバースペースはビジネス面、社会システム面の両方から注目されるようになった。2006年にはインターネット上の3次元の仮想世界のなかで、アバター（自分の分身）が他のアバターとチャットをしたりモノを作ったりして遊ぶという仮想空間サービスSecond Lifeが世界的に注目を集めたがその後は苦戦した。2020年に起こったコロナ禍で物理的な接触や移動を限定する動きが広がり、なるべくコンピューターやネットワーク上の仮想空間で社会生活を維持しようとする製品やサービスの開発が促進された。2021年にはFacebookが社名をMetaへと変更したことをきっかけにサイバースペースの一種であるメタバースが注目された。日本でもフィジカルな空間とサイバースペースを高度に融合させた社会システムによって、社会課題の解決と経済成長を両立させようとする「ソサエティー5.0」が国の政策として推進されるようになった。

## サイバースペースを取り扱った作品
50音順表記。
RD潜脳調査室
攻殻機動隊と共通する世界観の作品、現実世界とオーバーラップする電脳空間（メタリアル・ネットワーク）が舞台になっている。
アヴァロン
専用端末を介して仮想現実空間に接続して戦い、現実世界で使える報酬を得ることが出来るオンラインゲームが登場する。
攻殻機動隊
ニューロマンサーの影響を受けたサイバー・スペースの登場するSF漫画およびそのメディアミックス作品。
クラッシュフィーバー
iOS/Androidで配信されているソーシャルゲーム。「ALICE」という仮想空間が舞台。
クリス・クロス 混沌の魔王
電子頭脳「ギガント」、この最新のコンピュータに接続して遊べるゲーム『ダンジョントライアル』が舞台。
コレクター・ユイ
「コムネット」と呼ばれる現実世界の256倍の時間速度を持つ仮想空間が舞台になる。
サマーウォーズ
OZという世界規模に広がる電脳世界（メタバース）が登場する。
スノウ・クラッシュ
ニール・スティーブンスンの小説。仮想空間「メタバース」と現実世界を舞台に繰り広げられるポストサイバーパンク小説。
Saints Row IV
クライムアクションのシリーズだがこのゲームはエイリアンの宇宙船内でシミュレートされた仮想空間が主な舞台となっており、過去作に登場した都市「スティールポート」を再現した「バーチャル・スティールポート」での行動が基本となる。
ゼーガペイン
現実世界では人類は既に滅びており、データ化した人格が量子サーバ内に構築された都市で暮らしている。
ゼノサーガシリーズ
遠未来が舞台のSFRPG。シリーズを通じて登場するKOS-MOSと呼ばれるアンドロイドは、自身のシステム内部にエンセフェロンと呼ばれる仮想空間を作り出すことが出来、そこに「ダイブ」すれば現実さながらの実戦シミュレーションなどが行えるようになっている。物語上では、ダイブした者の記憶を時系列に沿って再現するなど、極めて高いポテンシャルを持ったシステムであることが示されている。
ソードアート・オンライン
表題の「ソードアート・オンライン」をはじめとするVRMMORPG (Virtual Reality MMORPG) のオンラインゲーム世界を舞台とした小説およびメディアミックス作品。
ソニックフロンティア
フィールド（スターフォール諸島）上にあるポータルから、ソニックが「電脳空間」と呼ばれる、一般的なアクションゲームでいうところのステージに接続して突入するシステムが存在する。電脳空間には侵入したソニックの記憶から再現されたステージが広がっており、歴代のソニック作品のコースの意匠が再現されている。電脳空間の英語版名称は「Cyber Space」。
デジタルモンスター
「デジタルワールド」と呼ばれるコンピュータネットワーク上にデジモンが生息している。
天才ビットくん
サイバー空間に存在するアイデアの都「ビットランド」が舞台。
電光超人グリッドマン
プログラムを破壊しコンピュータワールドを荒らす怪獣をグリッドマンが倒すというコンセプトの、特撮としては異色の作品。円谷プロダクション製作。
電脳コイル
日本の大黒市を舞台に、ウェアラブルコンピュータの一種である「電脳メガネ」によって認知される現実世界に重ねられて座標系を共有するARによる電脳空間と通常は現実世界とリンクしていない隔離されたVRの仮想空間である「あっちの世界」が登場する。
電脳冒険記ウェブダイバー
Web空間にいる、管理プログラム "グラディオン" 達が、電脳世界に、飛び込んだ少年たちと協力し、悪のプログラム "デリトロス" と激しい死闘をする。
トゥイプシー(アニメ)
ハノーヴァー国際博覧会の公式のアニメ(日本未放送)である、サイバースペースと現実世界を舞台に主人公のトゥイプシー(ハノーヴァー国際博覧会のマスコット)が繰り広げる、アニメである。
.hack
「The World」という架空のMMORPGを中心にストーリーが展開されるゲームを主軸としたメディアミックスプロジェクト。
トロン、トロン: レガシー
「グリッド」と呼ばれるコンピュータ世界が登場する。
ニューロマンサー
ウィリアム・ギブスンのサイバーパンク小説でサイバースペースという言葉そのものが初めて登場した記念碑的作品。翻訳者の黒丸尚によりサイバースペースという言葉に「電脳空間」という和訳が当てられた。登場人物は機器を用いて「マトリックス」と呼ばれる電脳空間に没入（ジャック・イン）する。
バルドフォース
架空ネット世界で、シュミクラムと呼ばれるツールを用いた戦いを描く。
BOOM TOWN
題名と同じ仮想空間都市のデバッガーである主人公と、都市に住む人々の起こす事件を描く。都市の住人は現実世界からログインしている者と、プログラムによって生み出されたキャラクタが混在しているが、外見や内面から区別できない。さらには自分自身が『どちらか判らない』というキャラクタも存在する。
マトリックス
主人公がある日突然、世の中が全てコンピュータに見せられた仮想空間だったことに気づくというウォシャウスキー兄弟（当時）によるサイバーパンク映画。もともとはニューロマンサーの映画化企画だった。企画のプレゼンテーションの際にニューロマンサーに影響を受けた攻殻機動隊が使用され、実際の映画にもインスパイアされたオマージュ映像が登場する。
まほろまてぃっく
ＴＶアニメシリーズでは言及されていないが原作コミック版では、パンプキンという名の人物がまほろのAIをハッキングしようと彼女の脳内に広がる電脳空間にダイブしたりまほろのモデルとなった人物のマホロ・マシュー・フェイ・レイが人型端末のS-ZEROシステム（マシュー）に睡眠プログラムを導入する際、電脳空間にヒヨコを出現させている。
ミルキーピアシリーズ
電脳空間にもぐることのできる特殊能力を持つシステムエンジニアが、擬似人格プログラム "京美" の家出を捜索するというライトノベルタッチの小説。国産サイバーパンクものの先駆け的存在。
遊戯王VRAINS
長い歴史を持つ遊戯王シリーズの第6作目。本作は近未来都市であるDEN-cityにて流行しているVR世界リンクヴレインズを舞台とし、主人公である藤木遊作と意思を持つAIのAiはその電脳世界で起こる数々の事件の謎を暴いていく。
楽園追放 -Expelled from Paradise-
大半の人類が人格をデータ化し、電脳世界「ディーヴァ」で暮らしている。
竜とそばかすの姫
Uという世界規模に広がる電脳世界（メタバース）が登場する。
レディ・プレイヤー1（原作小説の邦題はゲームウォーズ）
「オアシス」と呼ばれる仮想空間が舞台となる。
ロックマンエグゼ
近未来のネットワーク技術が発達した世界を舞台とし、携帯情報端末「PET（PErsonal Terminal）」とその内部にインストールされている擬似人格プログラム「ネットナビ」が物語の重要な要素。ネットナビは様々なネットワーク、電脳、電子機器などの内部に入ることが可能で、戦闘能力を持つ。